# Новопетрівка (Знам'янська сільська громада)
Новопетрі́вка — село Знам'янської сільської громади Березівського району Одеської області в Україні. Утворено 12 червня 2018 року шляхом об'єднання сіл Новопетрівка Перша та Новопетрівка Друга Ширяївського району.
17 липня 2020 року село після ліквідації Ширяївського району ввійшло до складу Березівського району.